# St. Marien (Großen-Buseck)

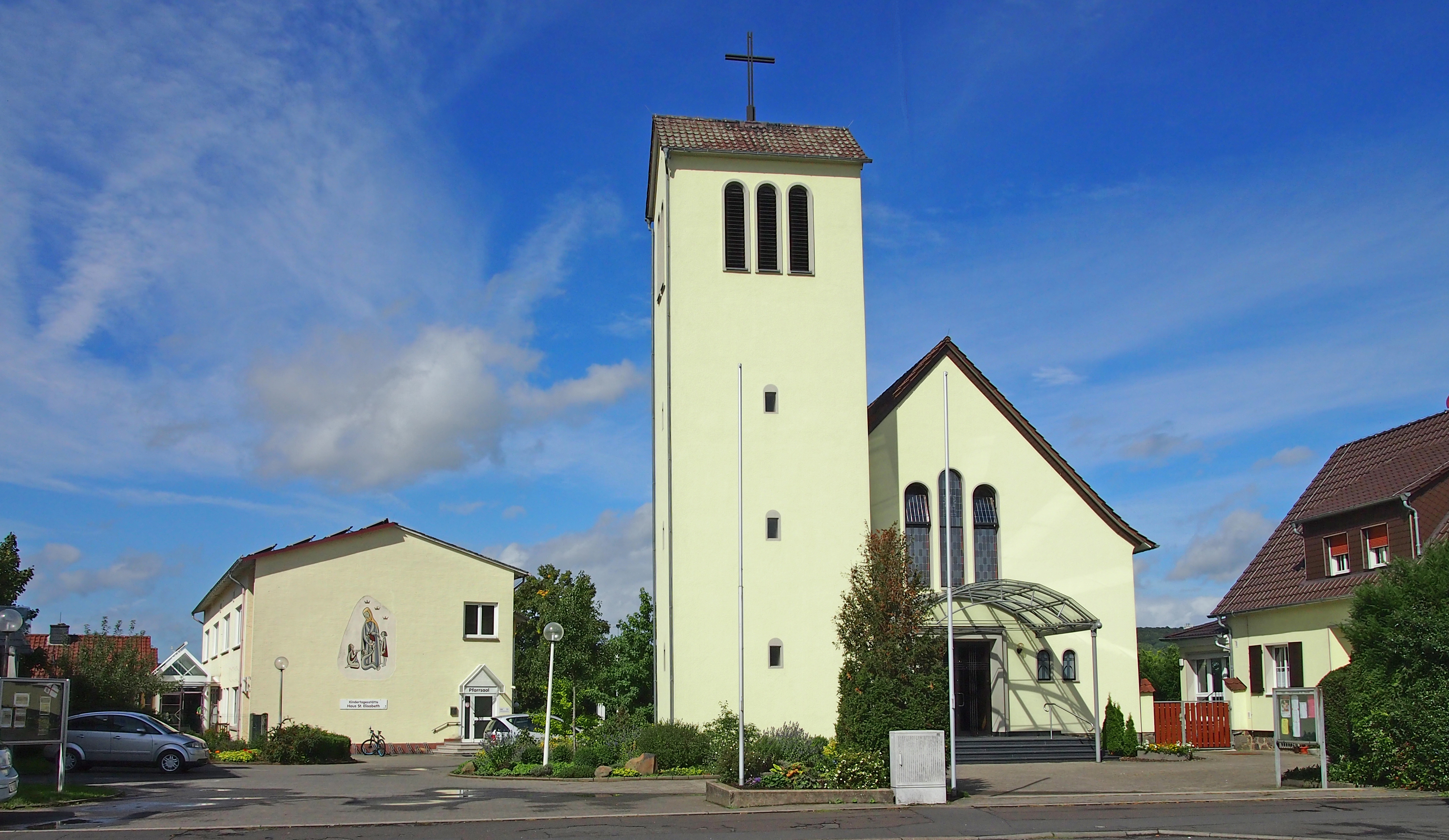
Außenansicht der katholischen Kirche

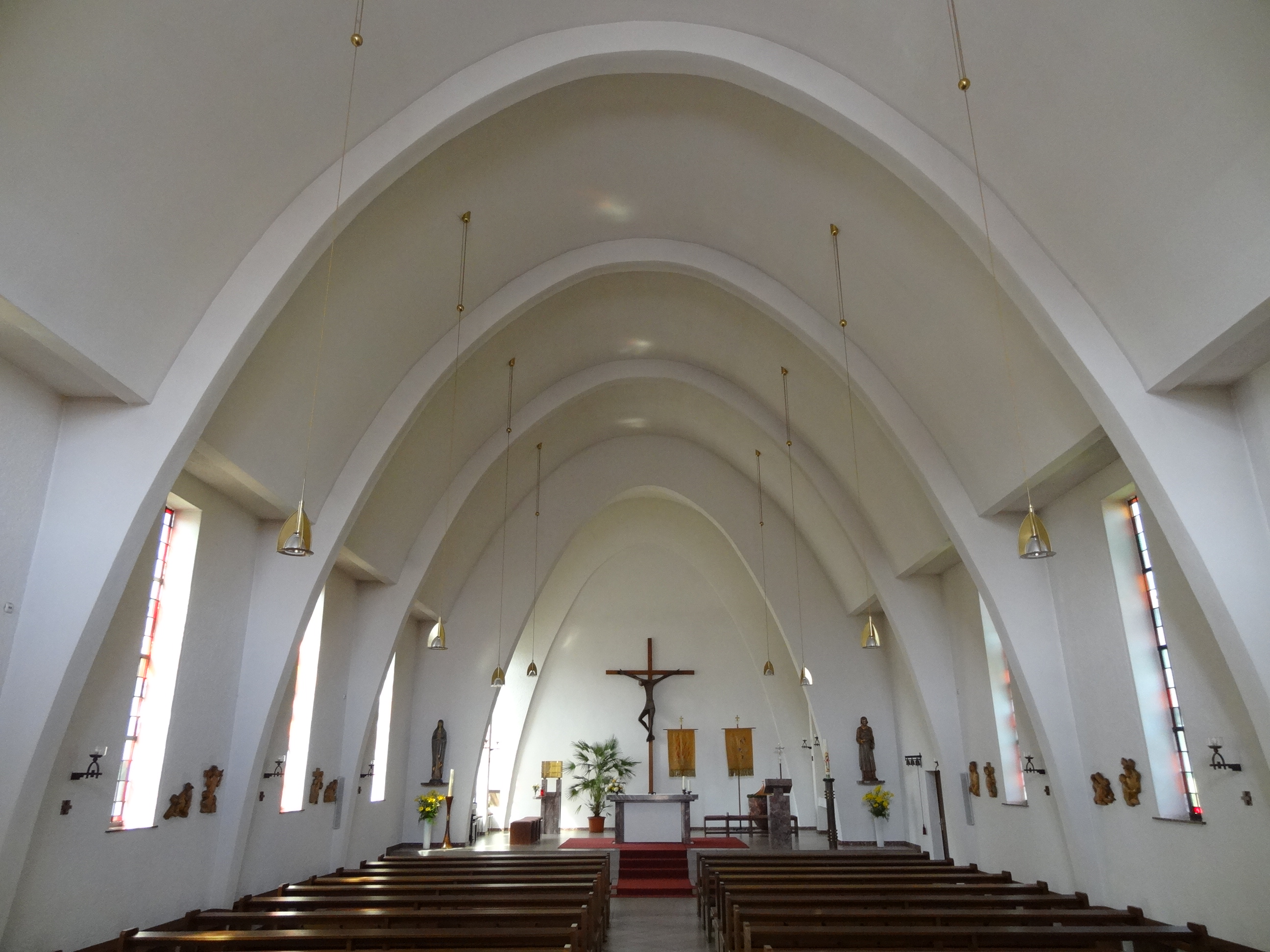
Innenraum in Richtung Altarbereich

Die Kirche St. Marien (offiziell: Immaculatae Conceptionis B M V = Kirche/Pfarrei der Unbefleckten Empfängnis der seligen Jungfrau Maria) in Großen-Buseck im Busecker Tal wurde 1952/1953 errichtet. Die Saalkirche mit eingezogenem Chor wird durch einen eingebundenen Turm an der Südecke geprägt.

## Geschichte
Die Geschichte der katholischen Kirche in Buseck ist in vorreformatorischer Zeit mit der mittelalterlichen (später evangelischen) Kirche Großen-Buseck verbunden. Für sie ist im Jahr 1199 ein Pleban nachgewiesen, im Jahr 1210 sind zwei Pfarrer nachweisbar. Namentlich ist im Jahr 1259 ein „Dominus Sifridus“ greifbar. Die Familie von Trohe hatte bis zum Jahr 1505 das Patronat inne, danach die Familie Schutzbar genannt Milchling. Die Großen-Busecker Kirche war die Hauptkirche des Busecker Tals. Kirchlich gehörte die Kirche im Mittelalter zum Archidiakonat St. Stephan in der Erzdiözese Mainz. Mit Einführung der Reformation wechselte die Kirchengemeinde zum evangelischen Bekenntnis. Für mehr als dreieinhalb Jahrhunderte gab es in Großen-Buseck kein katholisches Leben mehr.
Im Jahr 1901 siedelte die erste katholische Familie wieder in Großenbuseck an. Familie Nikisch besuchte die Gottesdienste in St. Bonifatius in Gießen. Vor der Errichtung von St. Marien stand den katholischen Heimatvertriebenen des Zweiten Weltkrieges die Kapelle des Schlosses in Großen-Buseck für Trauungen und Andachten und die Werktagsmessen zur Verfügung. Das Schloss befand sich damals im Besitz der Familie von Nordeck zur Rabenau.
Nach dem Zweiten Weltkrieg gründete die Diözese Mainz den Seelsorgebezirk Großen-Buseck für die zahlreichen Vertriebenen katholischen Glaubens u. a. aus dem Sudetenland. Durch die Heimatvertriebenen stieg der Anteil der Katholiken auf 20 % der Bevölkerung Großen-Busecks an. Am 13. September 1946 wurde Pfarrer Johannes Loos (* 19. Mai 1910; † 11. Oktober 1969) zum Seelsorger („Lokalkaplan“) bestellt. Der Pfarrer aus Römerstadt war selbst ein Heimatvertriebener und seit Mai 1946 in Großen-Buseck. Bis zu seinem Tod im Jahr 1969 wirkte er in der Gemeinde St. Marien.
Am 8. Dezember 1949 stimmte der Gemeinderat dem Kauf eines Grundstücks in der Bismarckstraße zur Errichtung eines Gotteshauses zu. Der Bau von St. Marien wurde durch viele Spenden aus dem Seelsorgebezirk und von auswärts durch Bittaktionen, durch die Osterkollekte des Bistums Mainz und einen Zuschuss vom Bonifatiusverein Paderborn finanziert. Die Rohbaukosten betrugen 56.772,89 DM. Auch die Eigenleistung der Vertriebenen war beträchtlich. Die Gemeindemitglieder wurden beim Bau auch durch die tatkräftige Hilfe belgischer Pfadfinder unterstützt. Architekt war Karl Josef Dicke (1906–1986), der die Bauleitung hatte. Nach dem ersten Spatenstich am 3. September 1952 erfolgte am 7. September 1952 die Grundsteinlegung und am 10. November 1952 das Richtfest. Am 13. September 1953 weihte Bischof Albert Stohr die Kirche. Sie ist der Heiligen Maria geweiht und heißt mit vollem Namen Immaculatae Conceptionis B M V. Dieser Name wurde von Pfarrer Loos ausgewählt, da der Gemeinderat an einem 8. Dezember (Fest der unbefleckten Empfängnis Mariens) dem Vorhaben zustimmte.
Am 1. Juli 1955 wurde St. Marien zur Pfarrkuratie und damit zur selbstständigen Pfarrei erhoben. Die Rückwand des Altarraums wurde mit einem großflächigen, bunten Bild des Pantokrators bemalt. Während der ersten Dienstjahre von Pfarrer Heinz Schmitt (1970–1987) erfolgte eine Kirchenrenovierung. Der Altar wurde vorgerückt und das Altarbild überstrichen. Die Gemeinde schaffte einen neuen Tabernakel, einen Ambo und ein Kreuz, das nun über dem Altar hing, an. Der 1957 gegründete Kindergarten kam zunächst im Untergeschoss der Kirche unter. Am 19. November 1960 wurden der neu erbaute Kindergarten, am 1. Oktober 1966 die Mütterschule als Vorläufer der heutigen Katholischen Familienbildungsstätte (FBS) und am 22. Dezember 1968 das Schwesternhaus eingeweiht. Die Kindertagesstätte St. Elisabeth wurde bis 1984 von Ordensschwestern geleitet. Unter Pfarrer Franz Josef Schneider (1987–2000) erfolgte 1989 eine Innenrenovierung der Kirche, die eine Neugestaltung des Altarraums beinhaltete. 1990 wurde das Schwesternhaus in Gemeinderäume umgestaltet. Kindertagesstätte und Familienbildungsstätte wurden 1992 von Grund auf neu errichtet. Die Sakristei wurde im Laufe der Zeit erweitert, da sie ursprünglich sehr klein konzipiert war. Andreas Puckel war Pfarrer von 2000 bis 2012, als sein Nachfolger wurde Jonas Adam am 9. September 2012 eingeführt. Die Gemeinde umfasste zu diesem Zeitpunkt um 3700 Mitglieder.

## Architektur

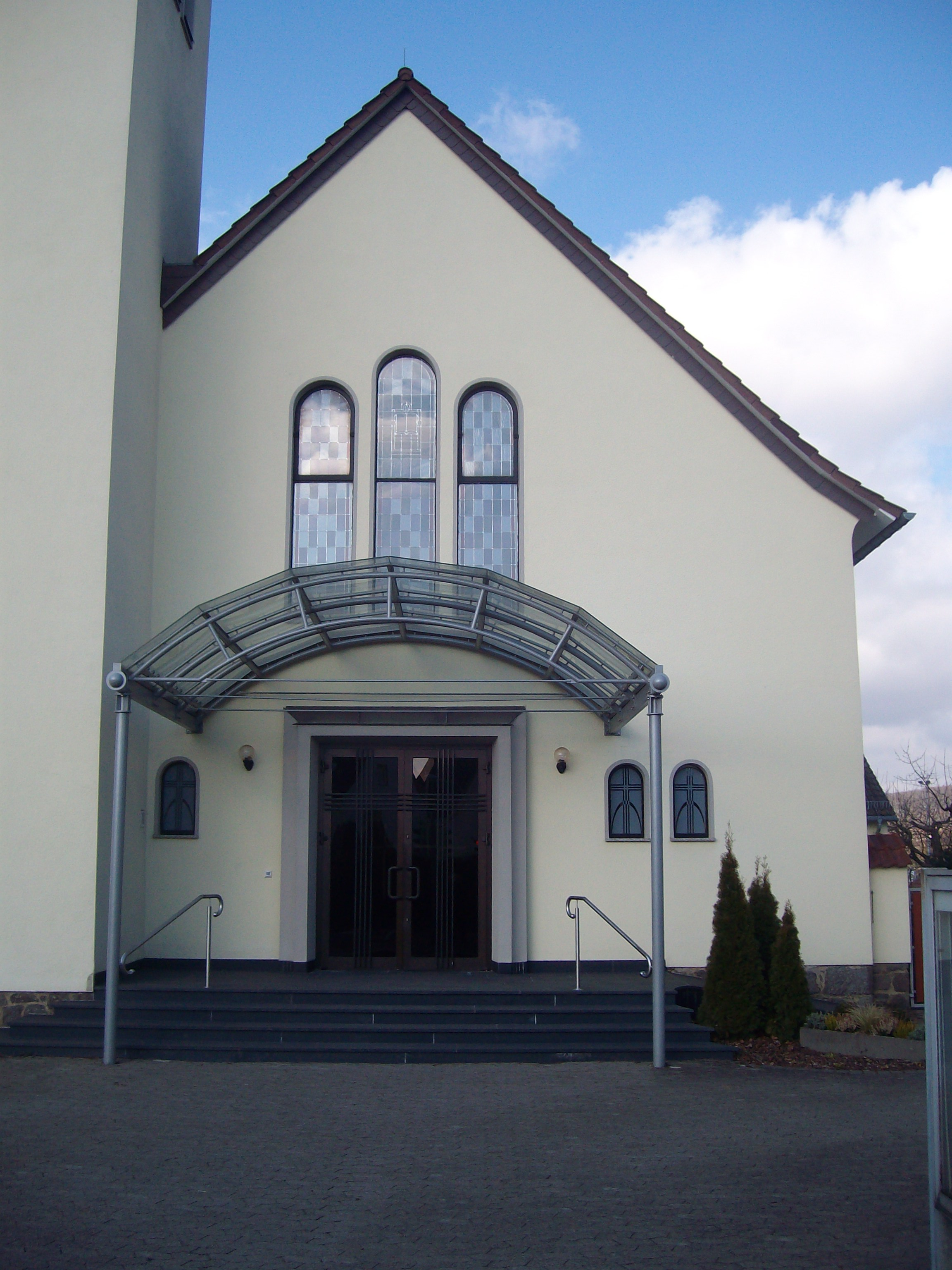
Portal im Südosten

Die verputzte Kirche ist von Südosten nach Nordwesten giebelständig zur Straße ausgerichtet. Die Saalkirche wird von einem Satteldach bedeckt, das über den leicht eingezogenen Rechteckchor fortgeführt wird. Der Turm auf rechteckigem Grundriss ist in die südliche Ecke des Langhauses eingebunden und beherbergt drei Glocken, die 1966 in Gescher von der Firma Petit & Gebr. Edelbrock gegossen wurden. Das Glockengeschoss hat an den Langseiten drei und an den Giebelseiten je zwei schmale rundbogige Schallöffnungen. Das schlichte Turmkreuz auf dem Satteldach wurde im Jahr 2002 erneuert. Das alte Turmkreuz dient seitdem als Altarkreuz eines Freilicht-Altars hinter der Kirche. Im Norden ist eine Sakristei angebaut.
Über dem rechteckigen Südportal ist ein Drillingsfenster aus drei Rundbogenfenstern eingelassen, deren mittleres überhöht ist. Der Innenraum wird an den Langseiten durch hohe, schmale Rechteckfenster belichtet, fünf im Südwesten und vier im Nordosten. Der Chor hat im Südwesten drei weitere Rechteckfenster, dessen mittleres das Lamm Gottes mit Siegesfahne zeigt, dessen Blut in einen Kelch fließt. Die Altarseite im Nordwesten ist fensterlos und der Chor an der Nordostseite wegen des Sakristeianbaus ebenfalls. Der Innenraum des Kirchenschiffs wird durch fünf hohe, parabelförmige Rundbögen geprägt. Der Chorbogen ist breiter als die Bögen im Kirchenschiff und markiert dadurch den Altarraum. Zudem ist der Altarbereich durch vier Stufen gegenüber dem Schiff erhöht.

## Ausstattung

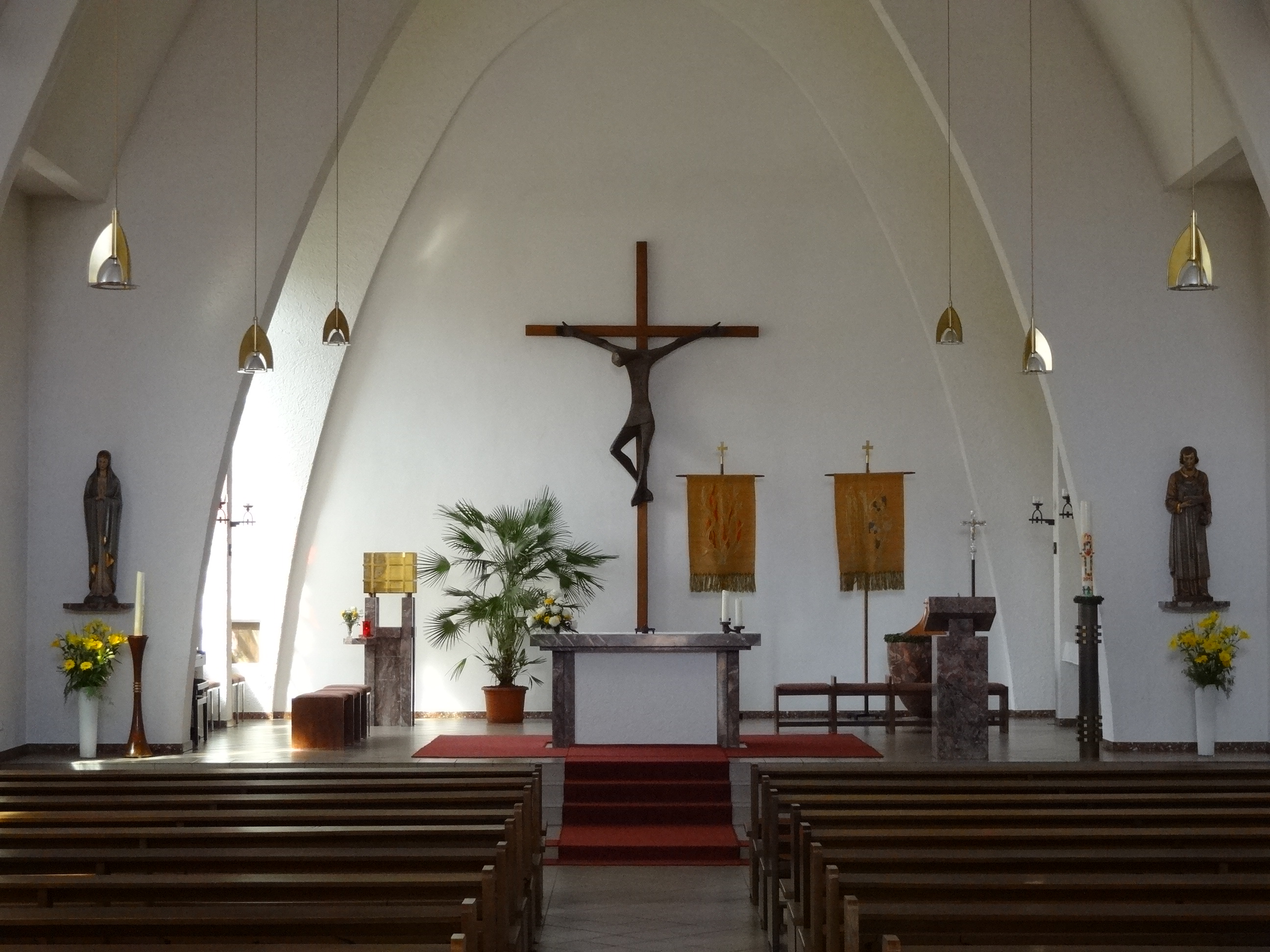
Altarraum

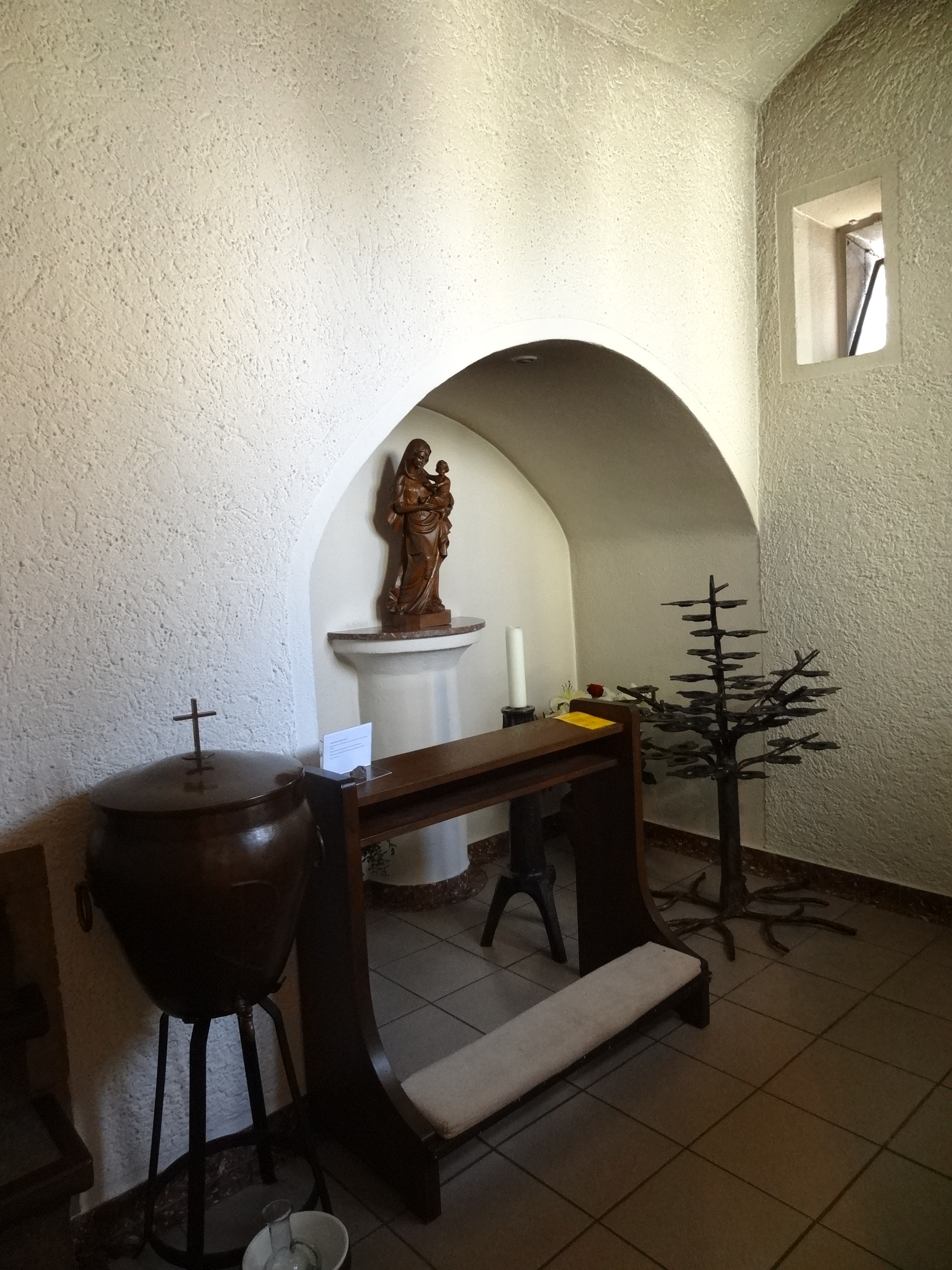
Andachtskapelle

Im Innenraum der Kirche weisen die figürlichen Darstellungen in den Bleiglasfenstern auf die Lauretanische Litanei hin. Das schlichte Kirchengestühl lässt einen Mittelgang frei und ist auf den Altarbereich ausgerichtet. Zentral steht der Blockaltar, der von einer dunkelrosa-violetten Marmorplatte aus Lahnmarmor bedeckt wird und von der Ostpriesterhilfe gestiftet wurde. Aus dem gleichen Marmor ist auch das große, eiförmige Taufbecken mit vergoldetem Deckel angefertigt, das markant im Altarraum aufgestellt ist. Das gleiche Material wird überdies für die Kanten des Altars, für die Stele des Tabernakels und den Ambo verwendet, was den liturgischen Einrichtungsgegenständen eine gestalterische Einheit verleiht. Der kubusförmige Tabernakel wird durch seine Vergoldung hervorgehoben.
An der Altarwand ist ein großes Kruzifix des Dreinageltypus angebracht, das die Kirchenrückwand beherrscht. Es wurde von Franziska Lenz-Gerharz gestaltet und 1992 geweiht. Während der Korpus ganz aus Metall gearbeitet ist, bestehen die Kreuzesbalken aus Holz. Links am Chorbogen ist eine hölzerne Marienstatue, rechts eine Statue von Josef von Nazaret mit seinen Zimmermannssymbolen aufgestellt. An den Langhausseiten zwischen den Fenstern sind die 14 holzsichtigen Kreuzwegstationen zu sehen, die ein schlesischer Holzbildhauer schnitzte. In der Südecke befindet sich neben dem Aufgang zur Orgelempore in einer kleinen Andachtskapelle unter dem Turm eine kleinere holzgeschnitzte Marienfigur mit Jesuskind, die aus Walldürn erworben wurde. Hier können Kirchen- und Gottesdienstbesucher Kerzen an einem metallenen Kerzenbaum anstecken und im stillen persönlichen Gebet verweilen. An der Südostseite wurden zwei Beichtstühle eingebaut, deren parabelförmige Türen unter einem großen Bogen die Gestaltung des Kirchenschiffs aufnehmen.
Nachdem jahrzehntelang ein Harmonium zur Begleitung des Gesangs gedient hatte, erwarb die Gemeinde von der Gießener Thomas-Morus-Kirche eine gebrauchte Orgel, die auf der Südostempore aufgestellt wurde. Orgelbau Kreienbrink schuf das Werk um 1970, das über sechs Register auf einem Manual und Pedal verfügt. Im Jahr 2018 wurde die kleine Orgel an die französische Gemeinde in La Peyratte verkauft und eine elektronische Kisselbach-Orgel angeschafft.